# 9-а СС танкова дивизия Хоенщауфен
9-а СС танкова дивизия „Хоенщауфен“ е военно формирование от Вафен-СС, една от танковите дивизии на Нацистка Германия.

## История
Сформирането на дивизията започва в края на 1942 г. Състава на дивизията идва от 18-годишни членове на Хитлерюгенд обучавани и ръководени от опитни офицери, бивши членове на 1-ва СС дивизия Лайбщандарт СС Адолф Хитлер. През февруари 1943 г. за командир на дивизията е назначен Вилхелм Битрих. Следващият месец формированието получава почетното име „Хоенщауфен“.
Дивизията прекарва голяма част от 1943 г. в обучение във Франция. В края на обучението, заедно с 10-а СС танкова дивизия „Фрундсберг“, получават общото название 2-ри СС танков корпус, а за командир на корпуса е назначен Паул Хаусер.

## Основни формации
- 19-и СС танково-гренадирски полк
- 20-и СС танково-гренадирски полк
- 9-и СС танков полк
- 9-и СС противотанков батальон
- 9-и СС щурмгешюц батальон
- 9-и СС танково-артилерийски полк
- 9-и СС противовъздушен батальон
- 9-и СС танков разузнавателен батальон
- 9-и СС танков сапьорски батальон

## Означения
- 9-а СС танково-гренадирска дивизия – февруари 1943 г.
- СС танково-гренадирска дивизия „Хоенщауфен“ – март 1943 г.
- 9-а СС танкова дивизия „Хоенщауфен“ – октомври 1943 г.

## Командири
- СС-Групенфюрер Вилхелм Битрих – февруари 1943 – юли 1944 г.
- СС-Оберфюрер Томас Мюлер – юли 1944 г.
- СС-Оберфюрер Силвестер Стадлер – юли 1944 г.
- СС-Оберфюрер Фридрих-Вилхелм Бок – август 1944 – октомври 1944 г.
- СС-Бригадефюрер Силвестер Стадлер – октомври 1944 – май 1945 г.